# Senaat (Oezbekistan)
De Senaat (Oezbeeks: Senat) is de benaming van het hogerhuis van Oezbekistan en telt 100 leden. Van hen worden er 84 gekozen (waarvan zes door de kiesgerechtigden van de autonome republiek Karakalpakië) en 16 door de president van de republiek benoemd. Senators worden indirect gekozen door kiescolleges. Senatoren worden op partijloze titel gekozen/ benoemd.
De Senaat kwam in 2005 tot stand toen de Oliy Majlis, tot dan toe een eenkamerparlement, werd opgedeeld in een Wetgevende Vergadering (lagerhuis) en de Senaat (hogerhuis).

## Voorzitters van de Senaat
| Naam                   | Periode                          | Aantekening |
| ---------------------- | -------------------------------- | ----------- |
| Moerat Sjarifchodjajev | 27 januari 2005–24 februari 2006 | [ 1 ]       |
| Ilgizar Sabirov        | 24 februari 2006–22 januari 2015 | [ 1 ]       |
| Nigmatilla Joeldasjev  | 22 januari 2015–21 juni 2019     | [ 2 ]       |
| Tanzila Norbajeva      | 21 juni 2019–heden               |             |